# ۱۶۴۲ (میلادی)
۱۶۴۲ (میلادی) هزار و ششصد و چهل و دومین سال تقویم میلادی است.

## درگذشتگان
- ۸ ژانویه - گالیلئو گالیله: فیزیکدان و منجم ایتالیایی.
- ۴ دسامبر - کاردینال ریشلیو: روحانی و سیاستمدار فرانسوی.
- ۱۲ مه - شاه صفی یکم: شاه ایران

‎